# Leptenicodes
Leptenicodes är ett släkte av skalbaggar. Leptenicodes ingår i familjen långhorningar.
Kladogram enligt Catalogue of Life:
| Leptenicodes | \| \| Leptenicodes annulifer \| \| \| \| \| \| Leptenicodes gracilis \| \| \| \| \| \| Leptenicodes quadrilineatus \| \| \| \| |
|              | \| \| Leptenicodes annulifer \| \| \| \| \| \| Leptenicodes gracilis \| \| \| \| \| \| Leptenicodes quadrilineatus \| \| \| \| |
|              | Leptenicodes annulifer |
|              | |
|              | Leptenicodes gracilis |
|              | |
|              | Leptenicodes quadrilineatus |
|              | |